# Hirschau
Hirschau est une ville allemande située en Bavière, dans l'arrondissement d'Amberg-Sulzbach et dans le district du Haut-Palatinat. Hirschau est située à 20 km au nord-est d'Amberg.
D'importantes carrières de kaolin sont en exploitation dans la commune. L'une d'elles a même été transformée en parc d'attractions. Hirschau abrite également le siège de l'entreprise Conrad, leader européen de l'électronique grand public.